# Impasse Saint-Alphonse
L'impasse Saint-Alphonse est une voie située dans le quartier du Petit-Montrouge du 14e arrondissement de Paris.

## Situation et accès
Elle débute au no 77 rue du Père-Corentin et se termine en impasse.
L'impasse Saint-Alphonse est desservie par la ligne 4 à la station Porte d'Orléans et par la ligne 3a du tramway d'Île-de-France.

## Origine du nom
Cette voie tient son nom du prénom d'un propriétaire local.

## Historique
La voie est ouverte à la circulation publique par arrêté municipal du 10 juillet 1991. 